# Svineinfluenza
Svineinfluenza er en influenza, der forårsages af en virus, der findes hos grise. Den kan overføres til mennesker, jf. zoonose, men tidligere er dette kun sket for folk som til dagligt er i tæt kontakt med grise. I april 2009 skete noget nyt, idet der for første gang blev konstateret en menneske-til-menneske-smitte forårsaget af en svineinfluenza-virus.

## Beskrivelse
Svineinfluenza er meget smitsom og vil typisk ramme alle dyr i eller en meget stor del af en svinebesætning. De ramte dyr får høj feber og en række andre symptomer, der kendes fra almindelig influenza. Sygdommen kan have dødelig udgang eller for drægtige søers vedkommende medføre abort. Svineinfluenza skyldes primært virus af typerne H1N1, H1N2 og H3N2, der lige som lignende vira florerer over store dele af kloden. Den kan ikke behandles med antibiotika, men det er muligt at vaccinere mod H1N1 og H3N2.

## Udbruddet i North Carolina 1998
I august 1998 var der et stort udbrud af svineinfluenza i en stor industrialiseret so-farm i North Carolina, USA. Det var formentlig det mest betydningsfulde udbrud af svineinfluenza i Amerika i 60 år. Det var et virus som aldrig var set før, hvilket betød at alle svin var i fare for at blive smittet, fordi de havde ikke opbygget nogen immunitet tidligere. Af denne grund spredte den sig meget hurtigt; via forurenet udstyr, forurenet fodtøj, forurenede lastbiler. Virusset blev spredt langs med svine-transportruterne, og det følgende år var den i svinefarme over hele USA, men på dens vej syntes den at mutere til et såkaldt “triple re-assortant H1N1” virus, med komponenter af svine-, human- og fugle-influenzavirus. Det var første gang sådan et triple-virus var blevet identificeret i USA. 
Nogle få år efter udtalte en førende amerikansk virolog, dr. Richard
Webby, at svin i USA var “et stedse vigtigere reservoir for virus med human pandemisk potentiale.” Det store antal dyr, trængslen, manglen på frisk luft og sollys er et nærmest perfekt miljø for nye såkaldte super-strenge af influenzavira at bryde ud og spredes i. Fordi der er mennesker i stalden i længere perioder, kan virusset bevæge sig til mennesker, og igen tilbage til svin; på denne måde skabes et nyt virus. De folk, som arbejder på industrialiserede farme i USA, er lavtlønnede og har derfor ikke adgang til hverken sundhedsvæsen eller screening, og de indtager derfor rollen som 'bro-byggere' – dvs. nogle som bringer smitten fra industri-farmen og ud i den videre befolkning.
For 6/8 (75 pct.) vedkommende er dette virus identisk med det virus som brød ud i Mexico i 2009. “Triple re-assortant H1N1” virusset fortsætter med at cirkulere i amerikanske svin, men det bør nævnes at to komponenter af virusset synes at stamme fra eurasiske strenge, hvilket gør puslespillet mere komplekst.

## Indonesien
I 2005 var der et udbrud af fugleinfluenza i Indonesien, og det blev konstateret at talrige svin i området bar på virussen, uden dog selv at blive syge af den. Men i samspil med andre lignende vira kan der komme et udbrud.